# Tàndem

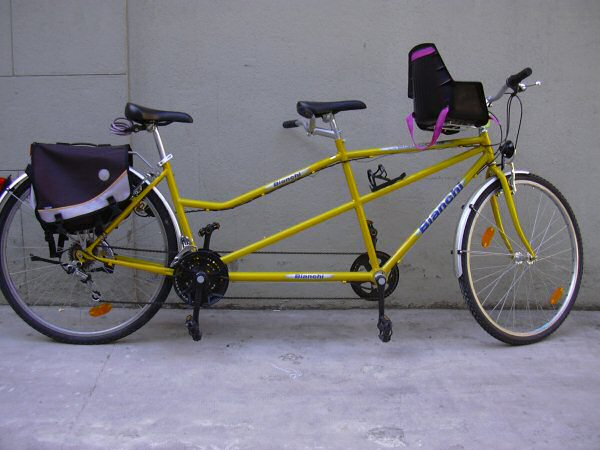
Un tàndem.

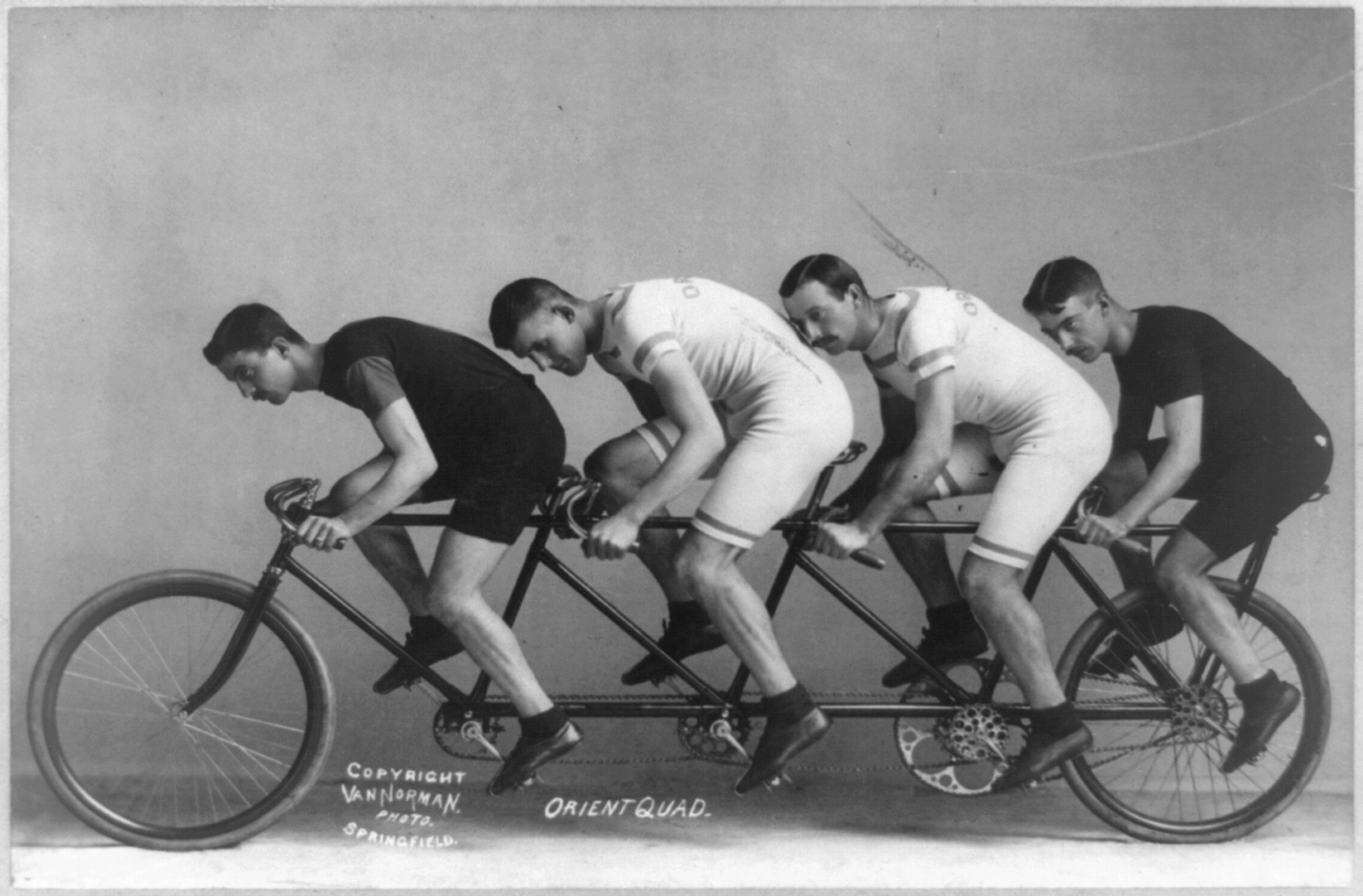
Tàndem del 1989

Un tàndem és una bicicleta en la qual pot pedalar més d'una persona. El tàndem, en haver de transportar més pes, sol portar components més robustos.

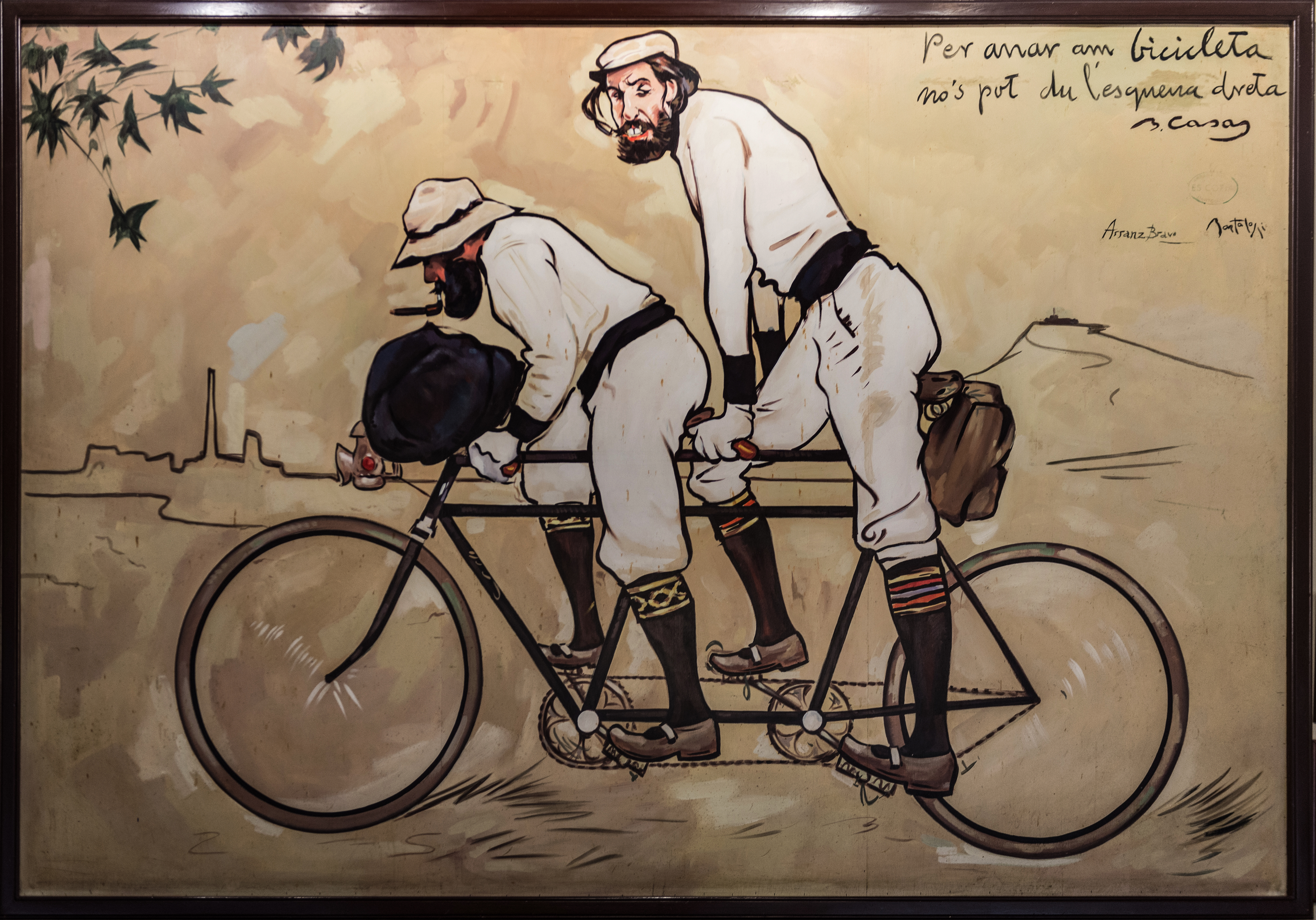
Icònic tàndem dels pintors Ramon Casas i Pere Romeu pintat l'any 1897, amb la inscripció "Per anar amb bicicleta no es pot dur l'esquena dreta"

En un tàndem es té el doble de potència de pedaleig, amb un lleu increment de les perdudes per fricció en la transmissió. Existeixen també tàndems que poden pesar menys que dues bicicletes, per la qual cosa la relació pes-potència pot arribar a ser millor que la d'una bicicleta individual. En zones planes i costa a baix, els tàndems són clarament més ràpids, mentre que en les pujades la coordinació de la cadència de pedaleig pot fer que disminueixi el rendiment.
Malgrat que aquest tipus de transport s'associa per a dos ciclistes, en realitat existeixen per a qualsevol nombre i el record mundial és un tàndem per a 40 ciclistes construït el 1984 a Queanbeyan, Austràlia. En un tàndem el que va davant governa la direcció, els frens i el canvi de marxes, mentre que el nombre de ciclistes que vagin darrere simplement pedalen.
Al principi els tàndems es construïen soldant dos quadres de bicicleta junts. En l'actualitat s'han millorat els components i els quadres i es construeixen tàndems de gamma alta, tant de carretera com de muntanya.